# Val Campo di Dentro
La Val Campo di Dentro (Innerfeldtal in tedesco) è una valle che si dirama dalla Valle di Sesto lungo la strada statale 52 che congiunge San Candido a Sesto in Alto Adige.

## Descrizione

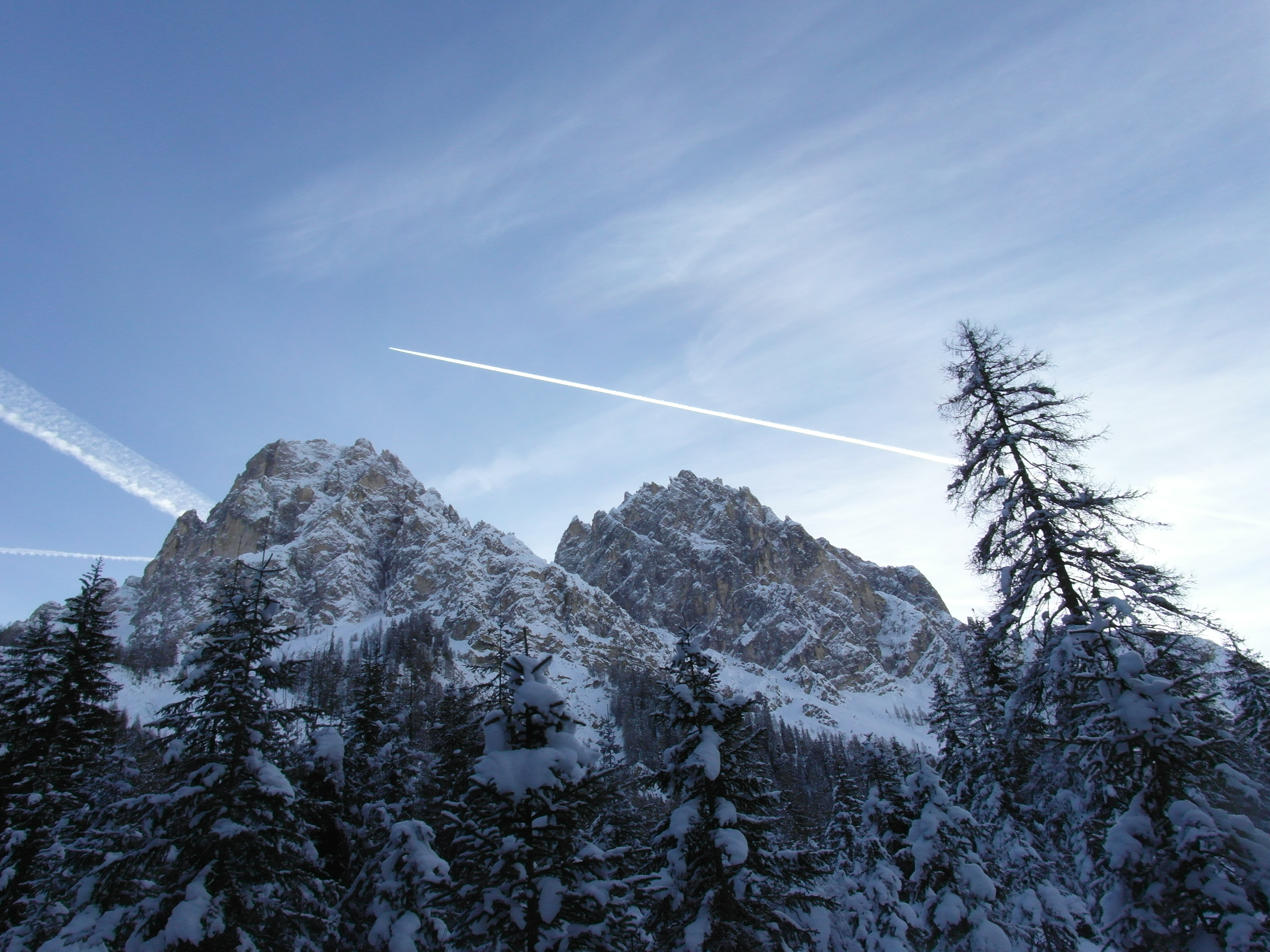
Vista del gruppo dei Tre Scarperi dalla valle

La valle è uno dei principali punti di accesso al Parco naturale Tre Cime, che a sua volta contiene molte delle più famose cime delle Dolomiti di Sesto, tra cui: la Croda Rossa di Sesto, le Crode Fiscaline e la Cima dei Tre Scarperi, la Croda dei Toni, la Cima Undici e le Tre Cime di Lavaredo, queste ultime direttamente raggiungibili dalla valle.
La Val Campo di Dentro si inserisce tra la Rocca dei Baranci e la Punta dei Tre Scarperi nelle Dolomiti di Sesto. La vallata parte dal parcheggio Gwengwiesen posto poco distante dalla strada statale; da qui si può procedere fino ad un secondo parcheggio. Da qui in poi il traffico fermato da una sbarra e viene sostituito durante la stagione estiva da un bus navetta, utile per raggiungere il rifugio Tre Scarperi.
Sebbene la vallata risulta priva di opere umane, salvo il rifugio Tre Scarperi, un'altra piccola costruzione è una piccola cappella poco distante dal rifugio.
La valle è conosciuta per le sue bellezze naturali, in particolare i suoi prati di larici nell'ingresso valle e presente anche una biodiversità di fiori, passando accanto ad alcuni dei picchi della Meridiana di Sesto. Nella valle scorre il Rio Ixen (Ixenbach) che va a confluire nel Rio Sesto.

## Rifugi
- Rifugio Tre Scarperi
- Rifugio Antonio Locatelli
- Rifugio Zsigmondy-Comici
- Rifugio Pian di Cengia